# 白叶藤属
白叶藤属（学名：Cryptolepis）是萝藦科下的一个属，为木质藤本植物。该属共有12种，分布于亚洲和非洲的热带地区。
属名Cryptolepis来源于希腊语kryptos（隐藏的）和lepis（鳞片）的合成词，指本属植物副花冠上的鳞片不明显。

## 物种
本属包括以下物种：
- 古钩藤 Cryptolepis buchananii
- 白叶藤 Cryptolepis sinensis